# Ide Schelling
Ide Schelling (La Haya, 6 de febrero de 1998) es un ciclista neerlandés miembro del equipo XDS Astana Team.

## Palmarés
2019
- 1 etapa del Giro del Valle de Aosta[2]

2021
- G. P. Kanton Aargau

2023
- 1 etapa de la Vuelta al País Vasco
- 1 etapa del Tour de Eslovenia

## Resultados en Grandes Vueltas
| Carrera | Carrera         | 2017 | 2018 | 2019 | 2020 | 2021  | 2022 | 2023 | 2024  |
| ------- | --------------- | ---- | ---- | ---- | ---- | ----- | ---- | ---- | ----- |
|         | Giro de Italia  | —    | —    | —    | —    | —     | —    | —    | —     |
|         | Tour de Francia | —    | —    | —    | —    | 119.º | —    | —    | —     |
|         | Vuelta a España | —    | —    | —    | 69.º | —     | —    | —    | 134.º |

—: no participa
Ab.: abandono

## Equipos
- SEG Racing Academy (2017-2019)
- Bora-Hansgrohe[3] (2020-2023)
- Astana (2024-)
  - Astana Qazaqstan Team (2024)
  - XDS Astana Team (2025-)